# Gut Buckhagen
Gut Buckhagen befindet sich in der Gemeinde Rabel bei Kappeln in Schleswig-Holstein.

## Geschichte
Das Gut entstand vermutlich im frühen 14. Jahrhundert auf einer Rodung in einem Waldgebiet zwischen Kappeln und Gelting. Ritter Sievert Sehestedt wird als früher Besitzer genannt. 1529 erwarb König Friederich I. von Dänemark das Gut. In der Folge wechselte das Gut mehrfach den Besitzer u. a. gehörte es den Familien Pogwisch, von Rumohr und von Ahlefeldt. 1812 kaufte es Landgraf Carl von Hessen. Von dessen Enkel, Herzog zu Schleswig-Holstein-Sonderburg-Glücksburg erwarb der Hamburger Kaufmann und Konsul Gustav Wilhelm von Schiller 1863 Gut Buckhagen. Heute ist das Gut in 5. Generation im Besitz der Familie von Schiller. Inhaber ist Alexander von Schiller (geb. 1962).

## Herrenhaus
Die Grundmauern des heutigen Herrenhauses stammen aus einer Burganlage des 14. Jahrhunderts, die von einem Burggraben mit Wasser umgeben und nur durch eine Zugbrücke zugänglich war. Im Laufe der Jahrhunderte ist das Herrenhaus durch Blitzeinschlag und Feuer mehrmals abgebrannt und wurde in veränderter Form wieder aufgebaut.
Nach der Übernahme durch den Hamburger Kaufmann und Konsul Gustav Wilhelm von Schiller im Jahr 1863 erhielt das Gut durch weitere Umbauten seine heutige Gestalt. Die nachfolgenden Generationen haben das Herrenhaus im Inneren stetig modernisiert und unter anderem den holzgeschnitzten Nibelungensaal renoviert. Heute bewohnt Alexander von Schiller mit seiner Ehefrau und drei Söhnen das Herrenhaus.

### Nibelungensaal
1873 beauftragte Gutsinhaber Gustav Wilhelm von Schiller den Hamburger Bildhauer Fritz Neuber mit der Fertigung eines holzgeschnitzten Relieffries mit Szenen aus der Nibelungensage für den großen Saal vom Herrenhaus Gut Buckhagen. Neuber arbeitete ca. 10 Jahre an den 18 filigranen und detaillierten Szenen aus der Nibelungensage bis zur Fertigstellung 1883. Die heutigen Besitzer ließen das über 25 m lange Holzfries und den Saal um 2010 aufwendig restaurieren.

## Das Gut

### Wirtschaftliche Nutzung
Zum Gut gehören 385 ha Land und 70 ha Wald. Das Ackerland wird in Betriebsgemeinschaft mit Gut Gelting in der Angler Güter GbR bewirtschaftet. Es wird Weizen, Raps und Gerste sowie Mais angebaut. Auf dem Gutshof befinden sich zudem zwei große Hallen, in denen Segelschiffe und Motorboote ihre Winterlagerplätze haben. Photovoltaikanlagen sind auf verschiedenen Dächern der Gutsgebäude zu finden.
Außerdem gehören zum Gut mehrere Ferienhäuser, einst Mitarbeiterhäuser (z. B. Forsthaus, Gartenhaus), die aufwendig renoviert wurden. Seit 2016 werden außerdem verschieden große modern renovierte Ferienwohnungen auf dem Gutshof wochenweise vermietet. Dort finden außerhalb der Saison Retreats wie Fastenwochen oder Yoga-Wochenenden statt.
Im Herrenhaus und auf dem Gutshof wurden Szenen aus der TV-Serie „Der Landarzt“ und verschiedene Werbefilme gedreht.

### Rabelsund
Direkt an der Schlei in Rabelsund liegen drei reetgedeckten Häuser sowie ein privater Bootssteg, die zum Gut Buckhagen gehören. Vor dem Steg befindet sich mit einer Tiefe von etwa 16 Metern die tiefste Stelle der Schlei, während die durchschnittliche Tiefe sonst nur etwa 2,5 bis 3 Meter beträgt.
Von 1891 bis 1960 befand sich in einer der Reetkaten eine Gastwirtschaft, die zeitweise auch einen Fährverkehr zur anderen Seite der Schlei nach Ellenberg betrieb. Zu den bekanntesten Besuchern der Gastwirtschaft von Rabelsund gehörte US-Entertainer Frank Sinatra, der 1954 auf dem Weg nach Schleswig hier für mehrere Tage zu Besuch war.

### Der Tiergarten und das Sikawild
Eine große parkähnliche Fläche mit altem Baumbestand hinter dem Gutshaus wird als Tiergarten bezeichnet. Hier wurde vor dem Zweiten Weltkrieg japanisches Sikawild in Gattern gehalten. Gustav Wilhelm von Schiller setzte 1929 einige dieser exotischen Tiere auf Anraten seines Hamburger Freundes Carl Hagenbeck (damals Besitzer des Tierparks Hagenbeck) aus. Im Krieg wurden die Gatterzäune nicht mehr gepflegt und das Sikawild fand von Buckhagen aus Verbreitung im Norden Schleswig-Holsteins.